# Literatura angielska
Literatura angielska – literatura piękna w języku angielskim w samej Anglii. W ramy tego pojęcia włącza się zwykle też twórczość literacką w języku staroangielskim i języku średnioangielskim.

## Historia

### Średniowiecze (ok. 700–1485)

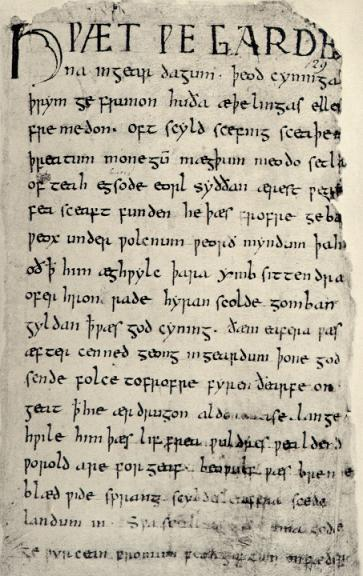
Pierwsza strona spisanej wersji Beowulfa

Średniowieczna literatura staroangielska wyrasta z dwóch oddzielnych i różnych źródeł: tradycji oralnej staronordyckich skaldów i saksońskich skopów, oraz z łacińskiej tradycji mnichów działających na terenie Wysp Brytyjskich. Germańska tradycja anglo-saksońska i jej nordyckie odpowiedniki charakteryzowała się wiarą w samego siebie i przekonaniem o możliwości osiągnięcia każdego celu. Zwłaszcza tradycja skopów przeciwna była napływającym z Kontynentu prądom chrześcijańskim odznaczających się odwagą, ale podporządkowanych pokorze i posłuszeństwie wobec władzy duchowej i świeckiej. Zdecydowało to o powolnym całkowitym zaniku kultury i tradycji skopów. W wyniku oddziaływania kultury oralnej Beda Czcigodny w VIII w. zapisał pierwszy utwór literatury angielskiej – hymn Cedmona z Whitby.
Działania króla Alfreda Wielkiego i wpływ reformy kluniackiej spowodowały, że pod koniec X w. rozkwitło piśmiennictwo w języku staroangielskim. W tym czasie spisano m.in., datowany nawet na VIII w., największy epos tych czasów – Beowulf. Z tych czasów pochodzi też świadczący o zakorzenianiu się wiary chrześcijańskiej na Wyspach Brytyjskich Sen o krzyżu (ang. The Dream of the Rood). Najdawniejsza poezja angielska była pisana wierszem aliteracyjnym.
Po zdobyciu Anglii w 1066 przez Normanów na język staroangielski silny wpływ wywarł, należący do grupy języków romańskich, język normański. W wyniku mieszania się tych dwóch języków powstał język średnioangielski. Język ten używany był przez średnie warstwy społeczne, do których też docierał powiew kultury francuskiej. W wyniku tego powstawały romanse rycerskie oparte na lokalnej tradycji germańskiej, najczęściej nawiązujące do wątków arturiańskich. Do najbardziej oryginalnych utworów należy tutaj anonimowy Pan Gawen i Zielony Rycerz (ang. Sir Gawayne and the Grene Knight). Ten prąd znalazł swoje podsumowanie w napisanej przez sir Thomasa Malory schyłkowej Śmierci Artura (fr. Le Morte d’Arthur).
W tym okresie rozwijała się też liryka religijna, której najlepszym przykładem jest anonimowy poemat Perła (ang. Pearl).
Szczytowym osiągnięciem normańskiego średniowiecza w Anglii są przypominające konstrukcją Dekameron Boccaccia Opowieści kanterberyjskie (ang. The Canterbury Tales) Geoffreya Chaucera. O znaczeniu dzieła decyduje wielość zastosowanych form literackich, oryginalność opowieści, a także zawarty w nim unikatowy obraz społeczeństwa tamtych czasów. Innym ważnym dziełem Chaucera jest poemat Troilus i Criseyda.
Równie ważnym i skomplikowanym dziełem tego okresu jest Widzenie o Piotrze Oraczu (ang. Piers Plowman) Williama Langlanda. Alegoryczne wizje tytułowego Piotra w mistycznej formie przekazywały radykalny moralny program życia ludzkiego i społecznego.

### Humanizm renesansowy
Po wprowadzeniu w Anglii prasy drukarskiej przez Williama Caxtona w 1476 rozpoczął się rozkwit literatury w języku angielskim. W wyniku reformacji rozprzestrzeniły się liturgie w językach lokalnych, co w Anglii zaowocowało powstaniem The Book of Common Prayer, modlitewnika, który wywarł trwały wpływ na literacką angielszczyznę.
Wybitnym humanistą był Thomas More (1478–1535), twórca Utopii. More, zwany też Morusem, jako że pisał również po łacinie, był parlamentarzystą i królewskim kanclerzem. Wierność Kościołowi katolickiemu przypłacił życiem, ponieważ sprzeciwił się oderwaniu Anglii od Rzymu. Został ścięty na rozkaz króla Henryka VIII, który nie tolerował opozycji. Przez papieża More został uznany za męczennika i świętego.
Z nadejściem renesansu zmianie uległy kanony piękna oraz estetyka prozy i poezji angielskiej. Poezja renesansowa stanęła niejako w opozycji do średniowiecznej, pomału odchodząc od alegorii i tematów religijnych. W pierwszych latach epoki humanizmu poeci angielscy często naśladowali wzorce włoskie, na przykład dwaj znaczący twórcy tego okresu Thomas Wyatt i Henry Howard, hrabia Surrey, którzy wprowadzili jako pierwsi w poezji angielskiej schemat metryczny sonetu. Surrey zapisał się w dziejach literatury angielskiej jako wynalazca blank verse'u, czyli nierymowanego pentametru jambicznego, używanego później przez większość poetów piszących po angielsku. Również Wyatt i Surrey byli ofiarami terroru Henryka VIII. Wyatt był więziony w Tower jako podejrzany o romans z królową Anną Boleyn, natomiast Surrey, skądinąd krewny dwóch żon władcy, wspomnianej Anny Boleyn i Katarzyny Howard, został stracony za domniemany udział w spisku na życie króla. Ojciec poety uniknął egzekucji tylko dlatego, że król zmarł.

### Czasy elżbietańskie
Do najważniejszych autorów tego okresu należą: William Szekspir, Thomas Kyd, Christopher Marlowe, Thomas Campion, Edmund Spenser i Philip Sidney.

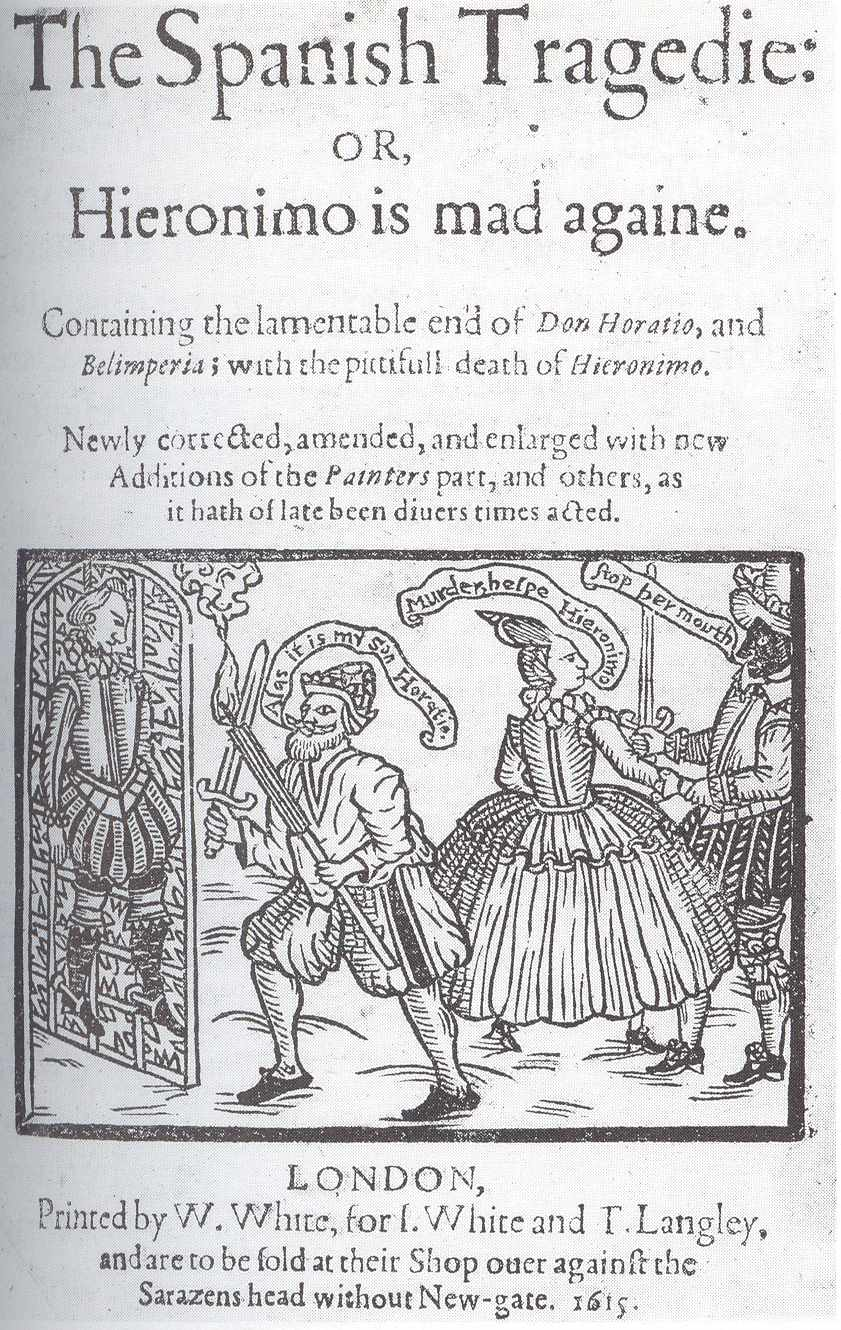
Strona tytułowa elżbietańskiego wydania Tragedii hiszpańskiej Thomasa Kyda

Oprócz Szekspira do najważniejszych postaci teatru elżbietańskiego należeli Thomas Kyd, Christopher Marlowe, Thomas Dekker, John Fletcher i Francis Beaumont. Jak twierdzi Anthony Burgess, gdyby Marlowe nie został w wieku 29 lat ugodzony sztyletem podczas burdy tawernianej, mógłby zapewne rywalizować z samym Szekspirem lub nawet go przewyższyć talentem poetyckim. Warto wspomnieć, że był on rówieśnikiem Szekspira (urodził się parę tygodni po nim) i prawdopodobnie dobrze go znał. Jednakże tematyka poruszana przez Marlowe’a różni się znacznie od szekspirowskiej, skupiając się najbardziej na moralnym dramacie człowieka epoki renesansu. Marlowe był zafascynowany nowymi możliwościami, jakie stwarzała nowoczesna nauka, ale i obawiał się ich. Sięgnąwszy do niemieckiej tradycji, dał Anglii postać Doktora Faustusa, naukowca i czarnoksiężnika trawionego obsesją na punkcie zdobywania wiedzy i pragnieniem wykorzystania potęgi ludzkiej do samych jej granic. Otrzymuje on nadprzyrodzone dary, które pozwalają mu nawet cofnąć się w czasie i poślubić Helenę Trojańską, lecz u kresu swego 24-letniego paktu z diabłem musi oddać mu w zamian swoją duszę. Mroczni bohaterowie Marlowe’a mają nieco wspólnego z postacią samego dramaturga, którego przedwczesna śmierć pozostaje niewyjaśniona. Marlowe znany był z ateizmu, prowadził raczej niepraworządne życie, utrzymywał wiele kochanek, miał kontakty z londyńskim światem przestępczym. Istnieją teorie, że mogło to jedynie stanowić przykrywkę dla jego działalności szpiegowskiej na rzecz Elżbiety I, sugerujące iż owo „przypadkowe ugodzenie sztyletem” mogło być zaplanowanym zabójstwem dokonanym przez wrogów korony angielskiej. Natomiast Kyd był autorem Tragedii hiszpańskiej, najpopularniejszego i zarazem najbardziej wpływowego dramatu epoki, który zapoczątkował gatunek tragedii zemsty i pierwszej scenicznej wersji Hamleta, na której swoją sztukę oparł Szekspir.

### Czasy jakobińskie
Po śmierci Szekspira główną postacią świata literackiego stał się poeta i dramaturg Ben Jonson. Jego estetyka jednak sięga wzorcami raczej do średniowiecza niż do współczesnych mu prądów – swoje postacie buduje on na bazie teorii humorów. Zgodnie z tą ówczesną koncepcją medyczną różnice w zachowaniu wynikały z dominacji jednego z czterech „humorów” ciała (krwi, flegmy, czarnej żółci i żółtej żółci) nad pozostałymi. Humory te były wiązane z czterema pierwiastkami świata: powietrzem, wodą, ogniem i ziemią. Jonson korzystał z niej do kreowania typów lub wzorców zachowania, choć już Szekspir porzucił ją na korzyść nowoczesnej psychologizacji. Jednak Jonson był mistrzem stylu i doskonałym satyrykiem. W swojej sztuce Volpone pokazuje jak grupa łakomych na posag osób zostaje oszukana przez bogatego artystę, by w końcu podłość mogła zostać ukarana, a cnota nagrodzona.
W stylu Jonsona były także utwory pisane przez duet Beaumont i Fletcher, którzy, choć nie tak utalentowani jak Shakespeare, napisali doskonałą komedię Rycerz Ognistego Pieprzu. Komedia w pięciu aktach (ang. The Knight of the Burning Pestle), naigrawającą się z właśnie powstającej klasy średniej, a szczególnie z tych nowobogackich, którzy usiłowali określać smak literacki bez specjalnej znajomości literatury. W sztuce tej para sklepikarzy wchodzi w zatarg z zawodowymi aktorami, usiłując zmusić ich, aby ich niepiśmienny syn zagrał główną rolę w sztuce. Zostaje on błędnym rycerzem, który jako główną część swojego rynsztunku ma tłuczek. Wykonywanie zadań, mających na celu zdobycie serca ukochanej, ustawia młodzieńca w komicznych sytuacjach bardzo podobnych do opisanych w Don Kichocie (wówczas jeszcze nienapisany). Jednym z głównych osiągnięć tej pary dramaturgów było wskazanie, jak bardzo feudalizm i rycerskość przeszły w snobizm i udawanie, oraz zwrócenie uwagi na powstanie nowych klas społecznych.
Innym popularnym gatunkiem dramatu ery jakobińskiej był spopularyzowany przez Johna Webstera i Thomasa Kyda dramat zemsty. Kilka wyrafinowanych dramatów zemsty napisał także George Chapman, jednak jest on głównie pamiętany ze względu na swoje tłumaczenie Homera, które miało głęboki wpływ na całą literaturę angielską i było nawet inspiracją dla cenionych utworów poetyckich Johna Keatsa.
Wydana wówczas Biblia króla Jakuba jest po dziś dzień uważana za jedno z największych przedsięwzięć translatorskich w historii języka angielskiego. Rozpoczęte w roku 1604, a zakończone w 1611, stanowi ono uwieńczenie wysiłków adaptacyjnych rozpoczętych jeszcze przez Williama Tyndale’a. Stało się ono standardowym tekstem Biblii w kościele anglikańskim, a niektórzy uważają je za największe dzieło literackie wszech czasów. Projekt ten był prowadzony przez samego króla Jakuba I, który nadzorował prace czterdziestu siedmiu uczonych. Chociaż pojawiło się wiele innych tłumaczeń Biblii na angielski, a niektóre są powszechnie uważane za wierniejsze oryginałowi, to wiele osób ze względów estetycznych woli Biblię Króla Jakuba, której fraza miała przypominać melodię hebrajskiego oryginału.
Obok Shakespeare’a, którego postać dominuje nad początkowymi latami XVII wieku, do głównych ruchów poetyckich tego okresu zalicza się poezję metafizyczną, której głównym przedstawicielem był John Donne. Nurt ten działał pod wpływem kontynentalnego baroku i treść wierszy opierał z jednej strony na chrześcijańskim mistycyzmie, a z drugiej na tematach erotycznych. W sferze metaforyki pojawiały się takie niekonwencjonalne i „niepoetyczne” słowa jak „kompas” czy „komar”, dzięki czemu uzyskiwano efekt zaskoczenia. Na przykład w jednym z wierszy Donne’a (Valediction: Forbidding Mourning) dwa punkty igły kompasu są przyrównane do dwojga kochanków – kobieta, która czeka w domu, powiązana jest z centrum instrumentu, zaś jej kochanek, wyruszający w daleką drogę od niej, z dalekim i ruchliwym końcem igły. W poezji tej wciąż przewija się paradoks i oksymoron jako wyraz strachu i niepokoju będących wynikiem odkryć naukowych i geograficznych, które wstrząsnęły dotychczas stabilnym światem duchowych pewników, wytrącając człowieka z pozycji w centrum wszechświata. Oprócz metafizycznej poezji Donne’a ceniona jest też czysto barokowa poezja tego okresu. Poezja ta służyła tym samym celom, co inne sztuki piękne baroku. Jej wysoki, oczyszczający, epicki i religijny styl miał przekonywać nowo powstające grupy protestanckie do powrotu do rzymskiego kościoła. Poeci tego nurtu (np. Richard Crashaw) prezentowali silną katolicką wrażliwość i pisali poezję w duchu kontrreformacji, łącząc odpowiednio mistycyzm z poczuciem wyższości wiary katolickiej.

### Czasy karolińskie
W okresie tym wyróżniali się poeci Cavalier. Byli to rojaliści, wierni Karolowi I Stuartowi. Do grona Cavalierów zalicza się Richarda Lovelace’a, Thomasa Carewa, Johna Sucklinga, Edmunda Wallera i Roberta Herricka. Największe znaczenie ma twórczość tego ostatniego, niezwykle płodnego poety, wypowiadającego się przeważnie w formie epigramatu. Zbiór Hesperides wydany w 1648, zawiera około 1400 utworów, w tym cykl poezji religijnej Noble Numbers. Herrick, mimo że był duchownym anglikańskim, pisał w dużej mierze wiersze miłosne, a nawet frywolne. Jego najbardziej znanym utworem są Świeże wiśnie.

### Czasyrepublikiiprotektoratu
W czasach republiki do głosu doszli purytanie. Życie społeczne znalazło się pod surową kontrolą nowej władzy, która postępowała zgodnie z własnymi poglądami na moralność, państwo i prawo. Zakazano rozrywek, w tym również wystawiania sztuk, tak bardzo popularnych w poprzedniej epoce. Zamknięcie teatrów spowodowało niemal zupełny zanik twórczości dramatycznej. Rozkwitła za to literatura religijna, kaznodziejska. Utrwaliła się tradycja prywatnego lub rodzinnego czytania Biblii. Purytanizm ukształtował w dużym stopniu mentalność Anglików jako pruderyjnych konserwatystów, która przetrwała do końca epoki wiktoriańskiej.
Najważniejsi autorzy tego okresu to: John Milton i Andrew Marvell. Największym osiągnięciem epoki jest Raj utracony Miltona, zawierający poetyckie reminiscencje wojny domowej. Ten obszerny poemat epicki, zaliczający się do grupy najwybitniejszych dzieł literatury światowej, czerpie obficie z Biblii i tradycji chrześcijańskiej. Wyraża on głęboką wiarę autora w miłosierdzie Boże mimo niemałych ludzkich win. Użycie przez Miltona wiersza białego zapoczątkowało długą tradycję pisania wielkich utworów epickich bez rymu, którą tworzyli między innymi John Keats (Hyperion), Edwin Atherstone (Upadek Niniwy) i Robert Browning (Pierścień i księga). Oprócz Raju utraconego Milton stworzył mniejszy epos Raj odzyskany i tragedię Samson walczący.

### Czasy restauracji
Najważniejsi autorzy tego okresu to: John Dryden, Aphra Behn i John Bunyan. John Dryden był dramatopisarzem i poetą, a także pracowitym tłumaczem. Jego twórczość w największym stopniu wpłynęła na dalszy rozwój literatury angielskiej, odmienny od jej ewolucji w epoce elżbietańskiej. Aphra Behn, tajemnicza dama wczesnego oświecenia, była między innymi autorką powieści Oroonoko: or, the Royal Slave (Oroonoko, albo niewolnik z królewskiego rodu), w której jako pierwsza, na długo przed Chatą wuja Toma Harriet Beecher Stowe, zwróciła uwagę na karygodny proceder handlu niewolnikami. John Bunyan jest na dobrą sprawę autorem jednej,niezwykle istotnej kulturowo książki, Wędrówki pielgrzyma, drugiej po Biblii najbardziej rozpowszechnionej pozycji na świecie. Wędrówka pielgrzyma, będąca alegoryczną wizją drogi chrześcijanina przez życie, stanowiła ulubioną lekturę wszystkich ewangelików.

### Czasy augustiańskie
Najważniejsi autorzy tego okresu to: Alexander Pope, Daniel Defoe, Henry Fielding, Laurence Sterne i Samuel Richardson. Najwybitniejszym poetą angielskiego oświecenia był Alexander Pope. Jest on przede wszystkim autorem poematu heroikomicznego The Rape of the Lock (Porwany lok).

### Czasy epoki wrażliwości
Do najważniejszych autorów tych czasów należeli: Samuel Johnson, Ann Radcliffe, Henry Mackenzie, Laurence Sterne, William Collins, Thomas Gray, Edward Young i George Crabbe.

### Romantyzm
Najważniejsi autorzy okresu Romantyzmu to: William Blake, Walter Scott, William Wordsworth, Samuel Taylor Coleridge, Lord Byron, Percy Bysshe Shelley, Mary Shelley, John Keats, John Clare i Jane Austen
W dziejach angielskiego romantyzmu można wyróżnić dwa pokolenia. Pierwsze to generacja poetów jezior. Równocześnie z nią, ale osobno, działał William Blake, artysta plastyk i wielki mistyk, autor Pieśni niewinności, Pieśni doświadczenia i poematów prozą stylizowanych na księgi biblijne, ale zawierających zupełnie indywidualną mitologię.
Niepowtarzalnym zjawiskiem tego okresu była popularność Byrona najpierw w Wielkiej Brytanii, a potem na całym kontynencie, która wywołała falę naśladownictw. Byron zapoczątkował nowe gatunki, poemat dygresyjny (Don Juan) i powieść poetycką (Giaur). Były one imitowane także w Polsce przez Juliusza Słowackiego (Beniowski) i Adama Mickiewicza (Konrad Wallenrod). Byron sam był najlepszym przykładem bohatera bajronicznego przez swoje skłócenie z konserwatywnymi angielskimi elitami i pełną poświęcenia walkę o niepodległość Grecji. Bliskim znajomym Byrona był Percy Bysshe Shelley, subtelny liryk, autor między innymi typowo romantycznego dramatu Prometeusz wyzwolony, cyklu Oda do wiatru zachodniego i wielu innych dzieł lirycznych i scenicznych. Trzecim ważnym przedstawicielem drugiej generacji romantyków był klasycyzujący John Keats, autor poematów Endymion, Hyperion, jak również ód i sonetów. W ich cieniu przez długie lata pozostawał John Clare, poeta wiejski, nieustępujący kunsztownością formy poetyckiej swoim sławniejszym kolegom.
Ważnym nurtem preromantyzmu i romantyzmu była powieść gotycka, której pierwszym przykładem było Zamczysko w Otranto Horacego Walpole’a. Powieść ta zapoczątkowała gatunek fantastyki grozy, rozwijany później między innymi przez Edgara Allana Poego, a obecny również w balladach Mickiewicza. Z tej tradycji wyrósł Frankenstein Mary Shelley, ożywiający dawny motyw Golema – sztucznego człowieka. Elementy powieści gotyckiej pojawiają się też w późniejszych Wichrowych wzgórzach Emily Brontë. Do powieści gotyckiej odwołują się współcześni autorzy opowiadań fantastycznych.
Żywym fenomenem pozostaje powieściopisarstwo Jane Austen, której utwory Duma i uprzedzenie oraz Rozważna i romantyczna są nadal najbardziej poczytnymi angielskimi książkami. Austen otworzyła drogę licznym pisarkom angielskim, w pierwszej kolejności siostrom Brontë.

### Czasy wiktoriańskie

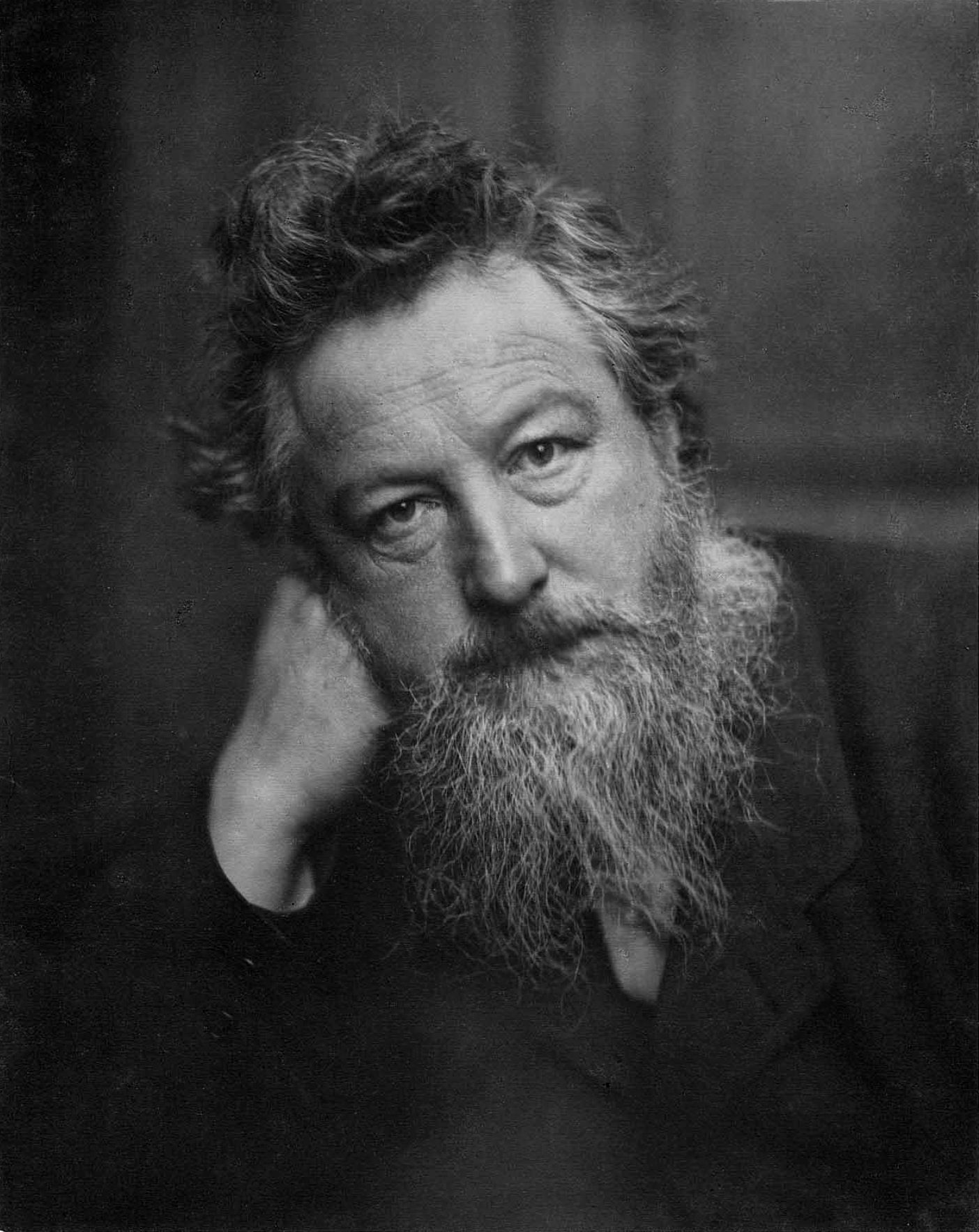
William Morris

Najważniejsi autorzy tego okresu to: Charles Dickens, siostry Brontë, William Makepeace Thackeray, George Eliot, Alfred Tennyson, Robert Browning, Elizabeth Barrett Browning, Lewis Carroll, Edward Lear, Dante Gabriel Rossetti, Algernon Charles Swinburne, William Morris i Gerard Manley Hopkins, jak również Oscar Wilde i Arthur Conan Doyle.
Epoka wiktoriańska to przede wszystkim czas dynamicznego rozwoju powieści. Poezja i dramat usunęły się nieco w cień w porównaniu z romantyzmem. Wtedy powstały książki nadal wznawiane i czytane, formujące zrąb anglojęzycznej klasyki. Największym prozatorskim osiągnięciem były zapewne Wichrowe Wzgórza Emily Brontë. Do najważniejszych powieści zalicza się też Jane Eyre, Charlotty Brontë. Pozycję pomnikowego pisarza osiągnął Charles Dickens, autor Davida Copperfielda i Olivera Twista, jak również zdecydowanie teraz najpopularniejszej Opowieści wigilijnej.
Pozycjami, które nie należą do literatury pięknej, ale odbiły się szerokim echem w społeczeństwie i do tej pory są kością niezgody, były prace Charlesa Darwina, który swoją teorią ewolucji, a zwłaszcza tezą, że człowiek pochodzi od małpy, wzburzył religijnych tradycjonalistów, odczytujących Biblię w dosłowny sposób.
Gatunkiem, który bardzo się rozwinął w drugiej połowie dziewiętnastego wieku był monolog dramatyczny, czyli odmiana wiersza lirycznego, będąca wypowiedzią określonej osoby w konkretnej, dającej się zrekonstruować sytuacji. Gatunek ten, występujący już w twórczości Johna Donne’a wydał w epoce wiktoriańskiej wspaniałe owoce, przede wszystkim w poezji Roberta Browninga i Alfreda Tennysona. Tennyson posłużył się omawianą techniką w wierszach Ulisses i Święty Szymon Słupnik, natomiast Browning zbudował na niej między innymi tom Mężczyźni i kobiety i powieść wierszem Pierścień i księga, w której jako jeden z pierwszych zastosował metodę narracji równoległej. Monolog dramatyczny przyjął się w poezji wieku dwudziestego, czego najlepszym przejawem jest twórczość T.S. Eliota, jako autora Ziemi jałowej (The Waste Land) i poematu Podróż trzech króli (Journey of the Magi). Monologi dramatyczne były pisane najczęściej wierszem białym (blank verse), choć zdarzały się utwory tego typu ujęte w formę stroficzną, jak Monolog w hiszpańskim klasztorze Browninga.
Ważnym nurtem był prerafaelityzm – kierunek w literaturze i sztukach plastycznych, który wypracował oryginalną estetykę i zastosował ją w praktyce we wzornictwie przemysłowym, będącej nową dziedziną sztuki użytkowej. Do najważniejszych przedstawicieli prerafaelityzmu zaliczali się znakomity sonetysta Dante Gabriel Rossetti, jego siostra Christina Georgina Rossetti, malarz i poeta, jak również tłumacz, edytor i filozof William Morris, autor ogromnego poematu Raj ziemski, nawiązującego kompozycyjnie i formalnie do Opowieści kanterberyjskich Chaucera i uważany powszechnie za największego mistrza wersyfikacji angielskiej Algernon Charles Swinburne, twórca dramatu Atalanta w Kalidonie i cyklu Setka rondeli.
Osobne miejsce w poezji wiktoriańskiej miał Gerard Manley Hopkins, poeta religijny, który przeszedł na katolicyzm, przyjął święcenia kapłańskie i wstąpił do Zakonu Jezuitów. Hopkins za życia pozostawał nieznany, a jego wiersze wydał po śmierci autora jego przyjaciel Robert Bridges. Obecnie uważa się go za największego liryka religijnego dziewiętnastowiecznej Anglii. Poeta ten reaktywował w swojej twórczości dawny wiersz aliteracyjny, pisząc nim między innymi swoje największe dzieło, poemat Katastrofa statku Deutschland.

### Czasy edwardiańskie
Najbardziej znanymi autorami tych czasów byli Edward Morgan Forster i Rudyard Kipling, jak również Joseph Conrad. W tym czasie rozwinął swoją twórczość noblista John Galsworthy. Autor ten, bardziej popularny za granicą, do końca trzymał się tradycyjnych wzorców narracji powieściowej, co zresztą było uzasadnione tematyką jego utworów, i był za to atakowany przez modernistów, zwłaszcza Jamesa Joyce’a i Virginię Woolf. Najważniejszym dziełem Galsworthy’ego pozostaje Saga rodu Forsyte’ów. Pisarz ukazał w niej świat wyższych sfer angielskiego społeczeństwa, przedstawiając destrukcyjną siłę bogactwa, które skutecznie leczy człowieka z młodzieńczych ideałów.

### Czasy Jerzego V i VI
Najbardziej znanymi autorami tych czasów byli poeci okresu wojny: Rupert Brooke, Ivor Gurney, Isaac Rosenberg, Edmund Blunden, Wilfred Owen i Siegfried Sassoon. Pierwsza wojna światowa była wydarzeniem przełomowym nie tylko w polityce, ale również w literaturze angielskiej.

### Modernizm

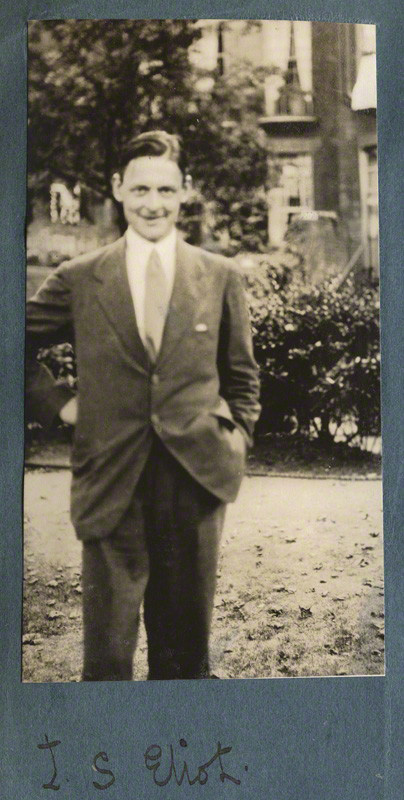
Thomas Stearns Eliot, fot. Ottoline Morrell (1929)

Do najbardziej znanych autorów okresu modernizmu należą: D.H. Lawrence, James Joyce, Virginia Woolf, Herbert George Wells, George Orwell, Aldous Huxley, J.G. Ballard, T.S. Eliot, W.H. Auden, Stephen Spender, Ted Hughes, Philip Larkin, Muriel Spark, Daphne du Maurier, Margaret Drabble, Iris Murdoch, Kingsley Amis, Graham Greene, G.K. Chesterton, P.G. Wodehouse, Vita Sackville-West i Agatha Christie.
Przełomowym wydarzeniem w rozwoju poezji angielskiej było opublikowanie w 1922 przez T.S. Eliota Ziemi jałowej, najbardziej wpływowego poematu anglojęzycznego dwudziestego wieku. Swoim niewielkim objętościowo (dwadzieścia stron), ale niezwykle sugestywnym dziełem Eliot wprowadził model poematu wielogłosowego, czerpiącego obficie z tradycji kultury europejskiej i pozaeuropejskiej. Inspirację Eliot czerpał z epiki Dantego, dramaturgii elżbietańskiej, w tym z twórczości Thomasa Kyda, poezji Roberta Browninga (poemat Childe Roland to the Dark Tower Came), jak i ze Złotej gałęzi Jamesa Frazera.
W tym samym roku, co Ziemia jałowa ukazało się drugie ważne dzieło, tym razem obszerne (tysiąc stron), mianowicie powieść irlandzkiego pisarza Jamesa Joyce’a Ulisses. Wprowadziło ono do literatury angielskiej technikę strumienia świadomości. Joyce zaczynał od tradycyjnych, przynajmniej pozornie opowiadań (Dublińczycy), po czym przez opowieść autobiograficzną Portret artysty z czasów młodości przeszedł do awangardowego Ulissesa, by wreszcie zakończyć na najbardziej ekscentrycznym dziele dwudziestowiecznej prozy anglojęzycznej, powieści Finneganów tren (Finnegans Wake). W przeciwieństwie do Eliota, gorliwego anglokatolika, Joyce, mimo swoich irlandzkich, katolickich korzeni, był zdeklarowanym ateistą.

### Postmodernizm
Do najważniejszych autorów okresu postmodernizmu należą: John Fowles, Julian Barnes, Martin Amis, Ian McEwan, Angela Carter, Will Self, Andrew Motion i Salman Rushdie.

## Angielscy laureaci literackiej nagrody Nobla
- Rudyard Kipling, 1907
- John Galsworthy, 1932
- Thomas Stearns Eliot, 1948
- Bertrand Russell, 1950
- Winston Churchill, 1953
- William Golding, 1983
- Harold Pinter, 2005
- Doris Lessing, 2007

## Inne literatury związane z literaturą angielską
Literatury narodowe krajów używających język angielski, jako urzędowy, lub główny.
- literatura amerykańska,
- literatura australijska,
- literatura irlandzka,
- literatura kanadyjska,
- literatura nowozelandzka,
- literatura południowoafrykańska,
- literatura szkocka,
- literatura walijska.

W obiegu potocznym literatura angielska bywa utożsamiana z literaturą brytyjską. Jest to określenie mylne terminologicznie i przestarzałe.